# Ralph Hill
Ralph Anthony Hill (Klamath Falls, 26 dicembre 1908 – Klamath Falls, 17 ottobre 1994) è stato un mezzofondista statunitense.

## Biografia
Con i colori della Università dell'Oregon nel 1930 fece recistrare il record statunitense nel miglio, con il tempo di 4'12"4, durante un meeting tra la sua università e quella di Washington.
Nel 1932 prese parte ai Giochi olimpici di Los Angeles vincendo la medaglia d'argento nei 5000 metri e conquistando, insieme alla medaglia d'oro Lauri Lehtinen, il record olimpico con il tempo di 14'30"0. In quest'occasione i due atleti fecero registrare lo stesso tempo e i giudici di gara impiegarono più di un'ora prima di prendere la decisione di non squalificare Lehtinen, il quale aveva ostacolato due volte Hill. A sua volta, Hill non fece ricorso, in quanto concordava con la decisione dei giudici che considerarono le ostruzioni di Lehitnen accidentali.

## Record nazionali
- Miglio: 4'12"4 (1930)

## Palmarès
| Anno | Manifestazione  | Sede        | Evento     | Risultato | Prestazione | Note |
| ---- | --------------- | ----------- | ---------- | --------- | ----------- | ---- |
| 1932 | Giochi olimpici | Los Angeles | 5000 metri | Argento   | 14'30"0     | =    |

## Campionati nazionali
- 1 volta campione Amateur Athletic Union dei 5000 metri (1932)